# 呂号第五十三潜水艦
|          |                                                                          |
| 艦歴     |                                                                          |
| 計画     | 大正6年度計画                                                            |
| 起工     | 1919年4月1日                                                             |
| 進水     | 1920年7月6日                                                             |
| 就役     | 1921年3月10日                                                            |
| 除籍     | 1940年4月1日                                                             |
| その後   | 1940年4月1日廃潜第11号と仮称                                             |
| 性能諸元 |                                                                          |
| 排水量   | 基準：893トン 常備：886.2トン 水中：1,075.2トン                          |
| 全長     | 70.59m                                                                   |
| 全幅     | 7.16m                                                                    |
| 吃水     | 3.90m                                                                    |
| 機関     | ヴィッカース式ディーゼル2基2軸 水上：2,400馬力 水中：1,600馬力           |
| 速力     | 水上：17kt 水中：10.2kt                                                  |
| 航続距離 | 水上：10ktで5,500海里 水中：4ktで80海里                                  |
| 燃料     | 重油                                                                     |
| 乗員     | 45名                                                                     |
| 兵装     | 五年式短8cm砲（短8cm高角砲）1門 45cm魚雷発射管 艦首4門、舷側2門 魚雷10本 |
| 備考     | 安全潜航深度：60m                                                        |
| 信号符字 | GQFO（竣工時） JUAD（1933年～）                                          |

呂号第五十三潜水艦（ろごうだいごじゅうさんせんすいかん）は、日本海軍の潜水艦。呂五十三型潜水艦（L2型）の1番艦。竣工時の艦名は第二十七潜水艦。

## 艦歴
1919年（大正8年）4月1日、三菱神戸造船所で起工。1920年（大正9年）7月6日進水。1921年（大正10年）3月10日竣工。竣工時の艦名は第二十七潜水艦、二等潜水艦に類別。1924年（大正13年）11月1日、呂号第五十三潜水艦に改称。1925年（大正14年）4月21日、香川県高松港において碇泊中、鉄道省の汽船光喜丸が曳航していた貨物渡船に衝突された。
1935年（昭和10年）3月27日から5月10日まで広島県呉市で開催された国防と産業大博覧会では、防護巡洋艦矢矧と共に観覧に供された。1938年（昭和13年）6月1日、艦型名を呂五十三型に改正。1940年（昭和15年）4月1日に除籍され、廃潜第十一号と仮称。
呂五十一型潜水艦に比べて、主機、電池などの国産化を進めた。

## 歴代艦長
※艦長等は『日本海軍史』第9巻・第10巻の「将官履歴」及び『官報』に基づく。

### 艤装員長
- （兼・心得）高須三二郎 大尉：1920年11月20日[10] - 12月1日[11]
- （心得）高須三二郎 大尉：1920年12月1日[11] - 1921年3月1日
- 上林潔 少佐：1921年3月1日[12] -

### 艦長
- 上林潔 少佐：1921年3月10日[13] - 1921年7月1日[14]
- （心得）醍醐忠重 大尉：1921年7月1日 - 1922年4月15日
- （心得）樋口修一郎 大尉：1922年4月15日 - 12月1日
- 樋口修一郎 少佐：1922年12月1日 - 1923年2月5日
- （兼・心得）平岡粂一 大尉：1923年2月5日 - 4月1日
- 樋口修一郎 少佐：1923年4月1日 - 9月20日
- 福田良三 少佐：1923年12月1日[15] -
- （心得）古宇田武郎 大尉：1923年5月15日 - 1925年1月6日[16]
- 阿部信夫 大尉：1925年1月6日[16] - 1926年3月1日[17]
- 島本久五郎 大尉：1926年3月1日 - 12月1日
- 中邑元司 少佐：1926年12月1日 - 1927年11月15日
- （兼）土井申二 大尉：1927年11月15日[18] - 1928年9月20日[19]
- 貴島盛次 大尉：1928年9月20日[20] - 1929年11月1日[21]
- 今里博 大尉：1929年11月1日 - 1930年4月1日
- 松尾義保 大尉：1930年4月1日[22] - 1931年4月1日[23]
- 岡本義助 大尉：1931年4月1日 - 12月1日
- 遠藤敬勇 少佐：1931年12月1日[24] - 1933年3月15日[25]
- （兼）阿部信夫 少佐：1933年3月15日[25] - 1933年4月1日[26]